# Stanley Baxter
Stanley Baxter, nato Stanley Livingstone (Glasgow, 24 maggio 1926), è un comico, attore, umorista, autore televisivo e conduttore radiofonico scozzese.

## Biografia
Nato a Glasgow, ha fatto il suo debuto come speaker in alcuni programmi radiofonici della BBC Scotland.
Successivamente intraprese la carriera di attore e divenne noto per i suoi programmi televisivi umoristici tra i quali The Stanley Baxter Picture Show (parodia del più celebre The Rocky Horror Picture Show), The Stanley Baxter Series e Mr Majeika.

## Vita privata
È stato sposato con l'attrice Moira Robertson fino alla sua morte nel 1997. I due non hanno avuto figli.

## Filmografia parziale

### Attore
- The Stanley Baxter Show
- The Stanley Baxter Picture Show
- Mr Majeika

### Doppiatore
- The Stanley Baxter Series